# Karl Wilhelm Lorenz
| 665 Sabine      | 22 luglio 1908  |
| 674 Rachele     | 28 ottobre 1908 |
| 678 Fredegundis | 22 gennaio 1909 |
| 685 Hermia      | 12 agosto 1909  |

Karl Wilhelm Lorenz (Karlsruhe, 14 marzo 1886 – Mannheim, 13 luglio 1918) è stato un astronomo e matematico tedesco.
Dopo la scuola secondaria di Karlsruhe, studiò astronomia e matematica all'Università di Heidelberg. Dal 1908 al 1910 fu assistente presso l'Osservatorio di Heidelberg-Königstuhl con Max Wolf. Dopo la laurea, ottenuta nel 1911, lavorò come professore nella scuola superiore. Morì di polmonite nel 1918 a Mannheim.
Il Minor Planet Center gli accredita la scoperta di quattro asteroidi, effettuate tra il 1908 e il 1909.